# Le Tronchet (Ille-et-Vilaine)
Le Tronchet település Franciaországban, Ille-et-Vilaine megyében. Lakosainak száma 1204 fő (2022. január 1.). Le Tronchet Baguer-Morvan, Bonnemain, Miniac-Morvan, Plerguer és Mesnil-Roc'h községekkel határos.

## Népesség
A település népességének változása:
| Lakosok száma | 840  | 825  | 818  | 960  | 1131 | 1156 | 1161 | 1177 | 1193 | 1204 |
|               | 1968 | 1982 | 1990 | 2006 | 2013 | 2015 | 2017 | 2019 | 2020 | 2022 |